# هیروشی کاواگوچی (آهنگساز)
هیروشی کاواگوچی (انگلیسی: Hiroshi Kawaguchi؛ زادهٔ ۱۲ آوریل ۱۹۶۵) آهنگساز اهل ژاپن است. وی از سال ۱۹۸۴ میلادی تاکنون مشغول فعالیت بوده‌است.